# Museumsavenue Hofmuseen - Schmelz
Die Museumsavenue Hofmuseen – Schmelz in Wien war ein Projekt des Architekten Friedrich Ohmann und hätte die Hofmuseen (Naturhistorisches und Kunsthistorisches Museum) mit dem auf der Schmelz zu bauenden Stadtmuseum verbinden sollen.

## Streckenführung
Nach zahlreichen erfolglosen Planungen, das Städtische Museum im innerstädtischen Bereich zu errichten, hatten sich diese Planungen auf Gebiete außerhalb des Gürtels verlagert.
Zum Zeitpunkt der Planung dieser Museumsavenue durch Friedrich Ohmann im Jahr 1916 galt ein Bauplatz Ecke Moeringgasse und Hütteldorfer Straße als Adresse für das Museum nach einem 1912 durchgeführten Architektenwettbewerb als fix.
Friedrich Ohmann plante die Museumsavenue als Verbindung zwischen Graben, Kohlmarkt, Michaelerplatz und Schauflergasse am Volksgarten vorbei. Vom Beginn der Burggasse zur Siebensterngasse hätte ein leicht gebogener Straßendurchbruch errichtet werden müssen. Von der Siebensterngasse wäre es über die Westbahnstraße – den Gürtel beim Urban Loritz-Platz querend – zur Hütteldorfer Straße gegangen.
Der Stadtbaudirektor von Wien, Heinrich Goldemund, hielt das Projekt zwar für prinzipiell interessant, gab aber zu bedenken, dass die notwendigen Straßendurchbrüche zum aktuellen Zeitpunkt rechtlich und finanziell kaum durchführbar wären.
Auf der Schmelz wurde wegen des Zusammenbruchs der Donaumonarchie nie ein städtisches Museum errichtet und so wurde der Plan einer Museumsavenue von den Hofmuseen zur Schmelz selbst museumsreif.